# Artigos de Capitulação de Quebec

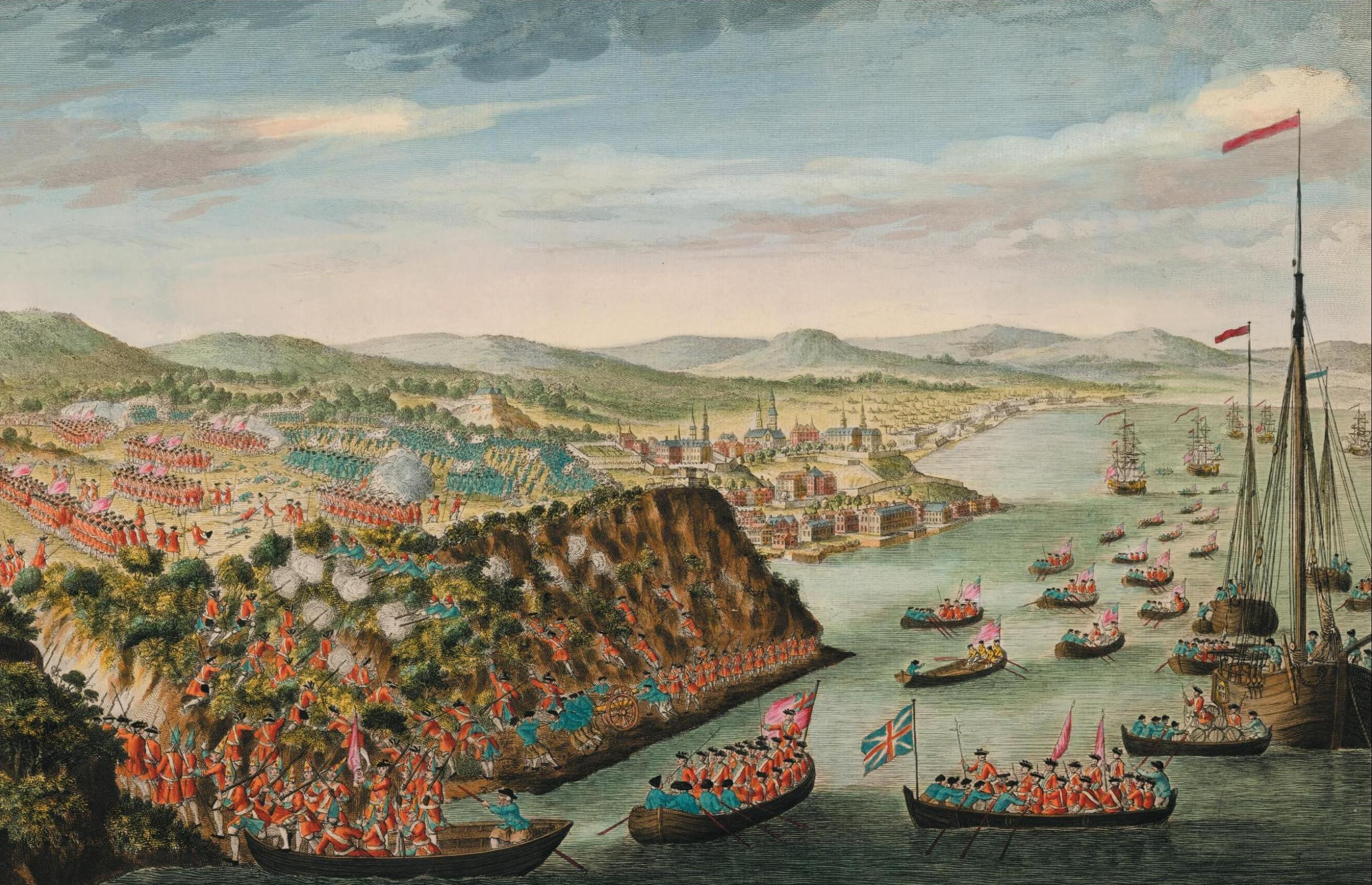
Os Artigos de Capitulação foram assinados vários dias após a vitória britânica, nas Planícies de Abraão.

Os Artigos de Capitulação de Quebec foram acordados entre Jean-Baptiste Nicolas Roch de Ramezay, Tenente do Rei, Almirante Sir Charles Saunders e General George Townshend em nome das coroas francesa e britânica durante a Guerra dos Sete Anos. Eles foram assinados em 18 de setembro de 1759, logo após a vitória britânica na Batalha das Planícies de Abraão.
Todas as 11 exigências de De Ramsay foram concedidas pelo Exército Britânico: as honras de guerra, a proteção dos civis e suas propriedades, o livre exercício da religião católica romana, etc. Vários meses depois, em 28 de abril de 1760, o Exército Real Francês tentou retomar a cidade de Quebec, na Batalha de Sainte-Foy. Embora vitoriosos na batalha, os franceses foram incapazes de retomar a cidade devido à falta de apoio naval. O general Chevalier de Lévis levantou o cerco depois que a Marinha francesa foi derrotada na Batalha de Neuville.
Quase um ano após a assinatura dos Artigos de Capitulação para Quebec, o governo da Nova França capitulou em Montreal em 8 de setembro de 1760, após uma campanha britânica de dois meses.

## Texto
| Número | Natureza da procura | Resposta britânica |
| --- | --- | --- |
| 1. | O Sr. de Ramsay exige as honras de guerra para sua guarnição, e que ela seja enviada de volta ao exército em segurança, e pelo caminho mais curto, com armas, bolsas, seis peças de canhão de latão, dois morteiros ou obuses e doze cartuchos para cada um deles. | "A guarnição da cidade, composta por forças terrestres, fuzileiros navais e marinheiros, marchará com suas armas e sacos, tambores batendo, fósforos acesos, com dois pedaços de canhão francês, e doze cartuchos para cada peça; e será embarcado o mais convenientemente possível, para ser enviado para o primeiro porto da França."                                           |
| 2. | QUE os habitantes serão preservados na posse de suas casas, bens, bens e privilégios. | "Concedido, ao deporem as armas." |
| 3. | QUE os habitantes não serão responsabilizados por terem portado armas para a defesa da cidade, por mais que tenham sido compelidos a ela, e que os habitantes das colônias, de ambas as coroas, sirvam igualmente como milícias. | "Concedido." |
| 4. | QUE os efeitos dos oficiais e cidadãos ausentes não serão tocados. | "Concedido." |
| 5. | QUE os habitantes não serão removidos, nem obrigados a abandonar suas casas, até que sua condição seja resolvida por suas Majestades Britânicas e Cristãs. | "Concedido." |
| 6. | QUE se mantenha o exercício da religião católica, apostólica e romana; e que sejam concedidas salvaguardas às casas do clero e aos mosteiros, particularmente ao seu senhorio o Bispo de Quebec, que, animado com zelo pela religião e caridade para com o povo de sua diocese, deseja residir nela constantemente, para exercer, livremente e com a decência que seu caráter e os sagrados ofícios da religião romana exigem, sua autoridade episcopal na cidade de Quebec, sempre que achar conveniente, até que a posse do Canadá seja decidida por tratado entre suas Majestades mais cristãs e britânicas. | "O livre exercício da religião romana é concedido, da mesma forma, salvaguardas a todas as pessoas religiosas, bem como ao Bispo, que terá a liberdade de vir e expressar, livremente e com decência, as funções de seu ofício, sempre que achar conveniente, até que a posse do Canadá tenha sido decidida entre suas Majestades Britânicas e a maioria das Majestades Cristãs." |
| 7. | QUE a artilharia e os armazéns bélicos sejam fielmente abandonados, e que seja feito um inventário deles. | "Concedido." |
| 8. | QUE os doentes e feridos, comissários, capelães, médicos, cirurgiões, boticários e outras pessoas empregadas no serviço dos hospitais, serão tratados de acordo com o cartel de 6 de fevereiro de 1759, estabelecido entre suas Majestades mais cristãs e britânicas. | "Concedido." |
| 9. | QUE antes de entregar o portão e a entrada da cidade às tropas inglesas, seu general terá o prazer de enviar alguns soldados para serem colocados como guardas nas igrejas, conventos e principais habitações. | "Concedido." |
| 10. | QUE o Tenente do Rei, comandante em Quebec, será autorizado a enviar informações ao marquês de Vaudreuil, Governador Geral, da redução do lugar, bem como que o General poderá enviar conselhos ao Ministério francês. | "Concedido." |
| 11. | QUE a presente capitulação será executada segundo sua forma e tenor, sem sujeitar-se, à não execução sob pretexto de represálias, ou à não execução de quaisquer capitulações anteriores. | "Concedido" |
| 12. | Permitir que de Vaudreuil e outros altos funcionários do governo francês retornem à França. | "É verdade, mas eles devem deixar documentos oficiais do governo para trás" |
| 13. | Se o tratado de paz para acabar com a guerra devolver Québec à França, de Vaudreuil deve ser autorizado a retornar e a rendição é nula. | "O que o rei britânico decidir será feito" |
| Duplicatas aqui tiradas e executadas por, e entre nós, no acampamento antes de Quebec, neste dia 18 de setembro de 1759. | Duplicatas aqui tiradas e executadas por, e entre nós, no acampamento antes de Quebec, neste dia 18 de setembro de 1759. | CHARLES SAUNDERS GEORGE TOWNSHEND DE RAMSAY |